# Irańska Agencja Kosmiczna
Irańska Agencja Kosmiczna (pers. سازمان فضایی ایران – Sāzmān-e Fazāyi-ye Irān, ang. Iranian Space Agency, ISA) – agencja rządowa Iranu, zajmująca się eksploracją przestrzeni kosmicznej i rozwojem związanych z tym technologii. Iran jest aktywnym uczestnikiem azjatyckiego wyścigu kosmicznego, a także członkiem Komitetu ONZ ds. Pokojowego Wykorzystania Przestrzeni Kosmicznej, który został utworzony w 1958 r.

## Historia

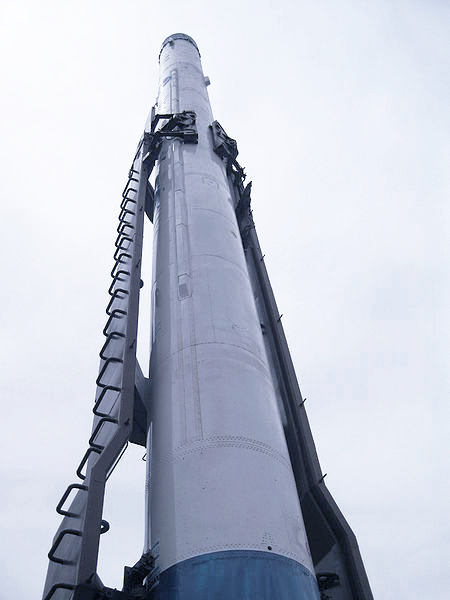
Rakieta Safir z pierwszym irańskim satelitą, Omid (2009)

Powołanie ISA zostało uchwalone ustawą irańskiego parlamentu w kwietniu 2003 r. Agencja jest jednym z oddziałów Ministerstwa Komunikacji i Technologii Informacyjnych. Przewodniczącym ISA jest prezydent Iranu.
ISA zbudowała rakietę nośną Safir, przy pomocy której 2 lutego 2009 r. wyniosła na orbitę pierwszego irańskiego sztucznego satelitę Omid. Po udanym umieszczeniu pierwszego satelity na orbicie agencja ogłosiła plan wysłania człowieka w kosmos w przeciągu 10 lat. Przez obserwatorów zostało to jednak uznane za deklarację wyłącznie propagandową.
Agencja dysponuje platformą startową dla rakiet zlokalizowaną na Wielkiej Pustyni Słonej w ostanie Semnan: 35°14′02″N 53°55′16″E/35,234000 53,921000. Ponadto eksperymenty rakietowe przeprowadzane były prawdopodobnie w dwóch innych miejscach: na poligonie niedaleko Kom i w okolicach miejscowości Emamszahr.

## Rakiety nośne
Irańska rodzina małych rakiet nośnych Safir powstała na bazie rakiety suborbitalnej Kavoshgar-1 będącej modyfikacją balistycznego pocisku rakietowego Shahab 3, która stanowi pierwszy stopień rakiety orbitalnej. Obydwa stopnie rakiet Safir pracują na paliwo ciekłe. Kolejne wersje 1A i 1B powstały przez drobne modyfikacje. Nieco większa rakieta Simorgh prawdopodobnie będzie oparta na pocisku Shahab 5 jako pierwszym stopniu.
| Rakieta           | Liczba stopni | Masa startowa (t) | Udźwig na LEO (kg) | Pierwszy start |
| ----------------- | ------------- | ----------------- | ------------------ | -------------- |
| Safir             | 2             | 26                | ok. 25             | 2008           |
| Safir 1A          | 2             | ?                 | ok. 25             | 2011           |
| Safir 1B          | 2             | ?                 | ok. 60             | 2012           |
| Simorgh (Safir 2) | 2             | 77                | 60                 | 2013 (?)       |

## Lista startów
- 17.08.2008, start nieudany – rakieta Safir, satelita Omid.
- 2.02.2009 – rakieta Safir, satelita Omid.
- 15.06.2011 – rakieta Safir 1A, satelita Rasad.
- 3.02.2012 – rakieta Safir 1B, satelita Navid Elm-o-Sana't.
- 2.02.2015 – rakieta Safir 1B, satelita Fajr.
- 5.02.2019, start nieudany - rakieta Safir 5, satelita Dousti
- 9.02.2020 - rakieta Simorgh, satelita Zafar 1
- 22.04.2020 - rakieta Qased, satelita Noor 1
- 31.12.2021, start nieudany - rakieta Simorgh, trzy ładunki badawcze
- 8.03.2022 - rakieta Qased, satelita Noor 2
- 4.03.2023, start nieudany - rakieta Qaem, satelita Nahid 1
- 27.09.2023 - rakieta Qased, satelita Noor 3
- 20.01.2024 - rakieta Quaem 100, satelita Soraya
- 28.01.2024 - rakieta Simorgh, trzy mikrosatelity Mehda, Kayhan 2 i Hatef 1

Wszystkie starty odbyły się z kosmodromu Semnan.

## Kontrowersje
Irański program kosmiczny budzi wiele kontrowersji w Stanach Zjednoczonych i Europie ze względu na możliwość militarnego wykorzystania. Waszyngton uważa, że podstawowym celem irańskiego programu kosmicznego jest budowa rakiet balistycznych dalekiego zasięgu, zdolnych do przenoszenia głowic jądrowych. Dokonaną w lutym 2010 roku próbę rakiety Kavoshgar-3 USA nazwały "aktem prowokacji". Zachodnie mocarstwa obawiają się, że Teheran uzbroi się w broń atomową.